# Laurie Metcalf
Laura Elizabeth Metcalf (sinh ngày 16/6/1955) là nữ diễn viên người Mỹ. Bà từng thắng 3 giải Primetime Emmy, 2 giải Tony và từng được đề cử các giải Quả cầu vàng và Oscar trong sự nghiệp của mình.

## Thời thơ ấu
Metcalf sinh ra tại Carbondale, Illinois. Bà là người chị cả trong một gia đình có ba người con. Bà, em trai James và em gái Linda đều lớn lên ở Edwardsville, Illinois, nơi bà chia sẻ rằng đây là nơi "không hề liên quan đến sân khấu" Mẹ bà, Libby, là một thủ thư. Bà là cựu sinh viên Đại học Illinois, khóa 1976.